# Claudia Sheinbaum
Claudia Sheinbaum Pardo (Cidade do México, 24 de junho de 1962) é uma física, engenheira ambiental e política mexicana, atual presidente do México, eleita nas eleições gerais em 2024.
Antes foi chefe de governo da Cidade do México, cargo equivalente a um governador de estado, entre 2018 e 2023. Ela foi eleita em 1º de julho de 2018 como parte da coalizão Juntos Faremos História. Ela é a segunda mulher a ser eleita para este cargo na Cidade do México.
Sheinbaum é Ph.D. em engenharia de energia e autora de mais de 100 artigos e dois livros sobre energia, meio ambiente e desenvolvimento sustentável. Ela atuou como Secretária do Meio Ambiente da Cidade do México de 2000 a 2006 durante o mandato de Andrés Manuel López Obrador como prefeito, e foi Prefeita de Tlalpan de 2015 a 2017. Ela contribuiu para o Painel Intergovernamental sobre Mudanças Climáticas, que recebeu o Prêmio Nobel da Paz em 2007. Em 2018, ela foi listada como uma das 100 Mulheres da BBC.
Em 12 de junho de 2023, Sheinbaum renunciou ao cargo de prefeita para buscar a indicação presidencial de Morena nas eleições de 2 de Junho 2024. Em 6 de setembro, Sheinbaum venceu as primárias do partido sobre seu rival mais próximo, o ex-secretário de Relações Exteriores, Marcelo Ebrard. Venceu as eleições com 60% dos votos.
A 2 de junho de 2024, foi eleita a primeira mulher presidente do México. E em 1º de Outubro de 2024 foi empossada oficialmente como presidente do México. Cláudia Sheinbaun também é a primeira descendente de judeus a ocupar o cargo de presidenta do México, no entanto, ela mencionou uma vez que apesar de vir de uma família de origem judaica, ela não segue o judaísmo ou qualquer religião em específico.

## Início da vida
Claudia Sheinbaum Pardo nasceu em uma família judia secular. Seu pai, o químico Carlos Sheinbaum Yoselevitz (1933–2013), era filho de imigrantes asquenazita provenientes da Lituânia na década de 1920. Sua mãe, a bióloga Annie Pardo Cemo (1940), é filha de pais sefarditas emigrados da Bulgária. Claudia celebrou todos os feriados judaicos na casa de seus avós. Seus pais são cientistas: seu pai, o engenheiro químico Carlos Sheinbaum Yoselevitz, e sua mãe, Annie Pardo Cemo, bióloga, professora emérita da Faculdade de Ciências da Universidade Nacional Autônoma do México. Seu irmão é físico.

## Carreira acadêmica
Sheinbaum estudou Física na Universidade Nacional Autônoma do México (UNAM), onde obteve um diploma de graduação (1989), seguido de um mestrado (1994) e um doutorado (1995) em engenharia de energia. Ela completou o trabalho de sua tese de doutorado em quatro anos (1991/94) no Laboratório Nacional Lawrence Berkeley em Berkeley, Califórnia, onde analisou o uso de energia no transporte do México, publicou estudos sobre as tendências do uso de energia em edifícios mexicanos e obteve um Ph.D. em engenharia de energia e física.
Em 1995 ingressou no corpo docente do Instituto de Engenharia da UNAM. Ela foi pesquisadora do Instituto de Engenharia e é membro do Sistema Nacional de Investigadores e da Academia Mexicana de Ciências. Em 1999 recebeu o prêmio de melhor jovem pesquisador da UNAM em engenharia e inovação tecnológica.
Em 2006 Sheinbaum voltou à UNAM, após um período no governo, publicando artigos em revistas científicas.
Em 2007, ela se juntou ao Painel Intergovernamental sobre Mudanças Climáticas (IPCC) nas Nações Unidas na área de energia e indústria, como coautora colaboradora do tema "Mitigação das mudanças climáticas" para o Quarto Relatório de Avaliação do IPCC. O grupo ganhou o Prêmio Nobel da Paz naquele ano. Em 2013, ela foi coautora do Quinto Relatório de Avaliação do IPCC ao lado de 11 outros especialistas no campo da indústria.

## Início da carreira política
Durante seu tempo como estudante na Universidade Nacional Autônoma do México, ela foi membro do Consejo Estudiantil Universitario (Conselho Estudantil Universitário), um grupo de estudantes que se tornaria o movimento juvenil fundador do Partido da Revolução Democrática (PRD).

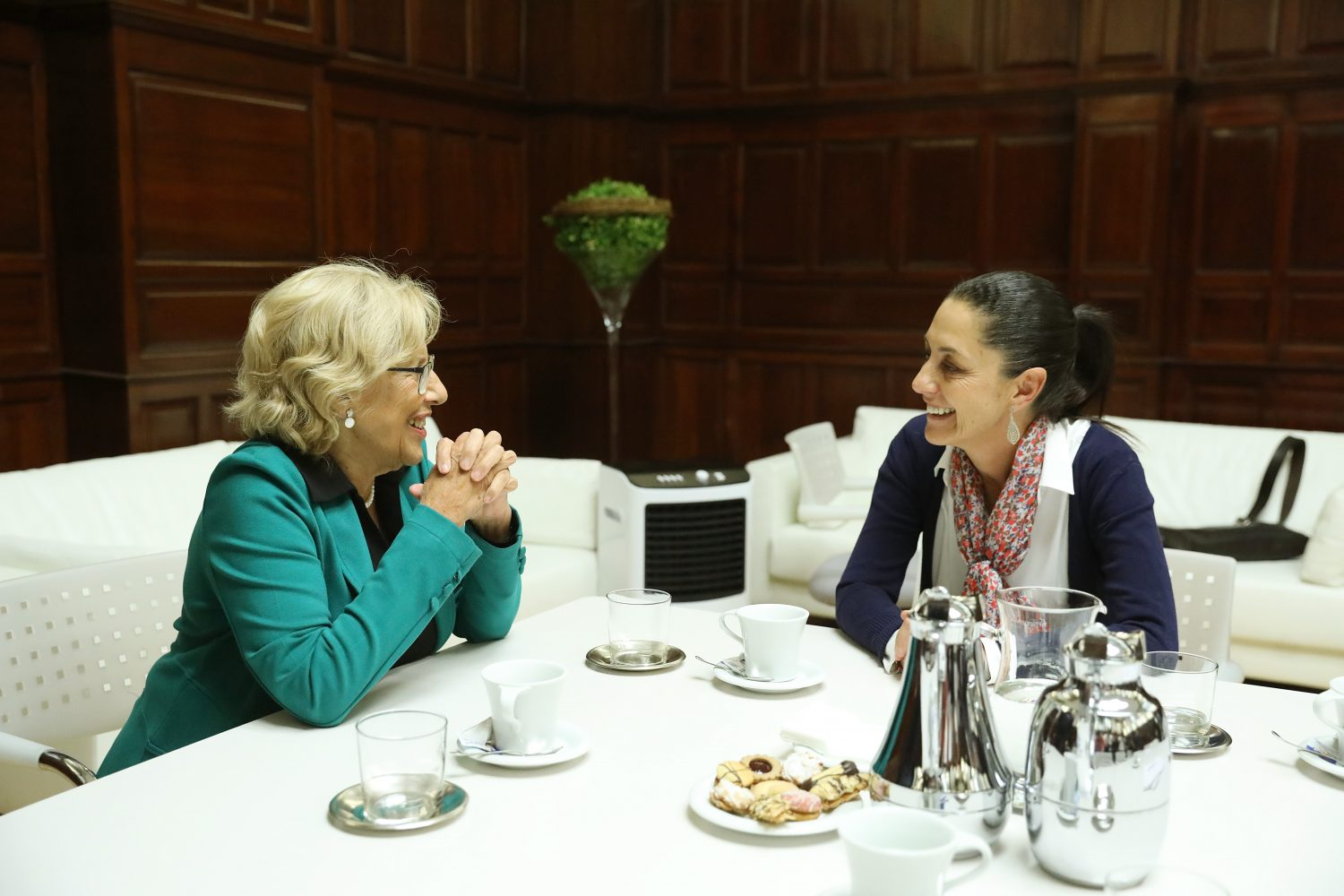
Manuela Carmena encontra-se com Claudia Sheinbaum, no Palácio de Cibeles.

Foi secretária do Meio Ambiente da Cidade do México desde 5 de dezembro de 2000, tendo sido nomeada em 20 de novembro de 2000 para o gabinete do chefe de Governo da Cidade do México, Andrés Manuel López Obrador. Durante seu mandato, que terminou em maio de 2006, ela foi responsável pela construção de um centro de registro eletrônico de veículos para a Cidade do México. Ela também supervisionou a introdução do Metrobus, um ônibus de trânsito rápido com faixas exclusivas, e a construção do segundo andar do Anillo Periférico, o anel viário da Cidade do México.
López Obrador incluiu Sheinbaum em seu gabinete proposto para a Secretaria de Meio Ambiente e Recursos Naturais como parte de sua campanha para as eleições gerais mexicanas de 2012. Em 2014, ela se juntou ao movimento dissidente de López Obrador, que rompeu com o principal partido de esquerda mexicano, o Partido da Revolução Democrática. Ela atuou como Secretária do Meio Ambiente em 2015.

### Prefeita de Tlalpan
Desde o final de 2015, Sheinbaum atuou como prefeita de Tlalpan. Ela renunciou ao cargo ao receber a indicação de candidatura do prefeito da Cidade do México para a coalizão Juntos Haremos Historia (Juntos Faremos História) composta pelo Movimento de Regeneração Nacional (MORENA), o Partido do Trabalho (PT) e o Partido Encontro Social (PES).

## Prefeita da Cidade do México
Em 1º de julho de 2018, Sheinbaum foi eleita para um mandato de seis anos como chefe de governo do Distrito Federal da Cidade do México, derrotando outros seis candidatos. Durante a campanha, Sheinbaum foi acusada pelo PAN de ser responsável pelo colapso de uma escola primária em um terremoto de nível 7,1 que matou 19 crianças em 2017. Ela se tornou a primeira da Cidade do México prefeita eleita e sua primeira prefeita judia.

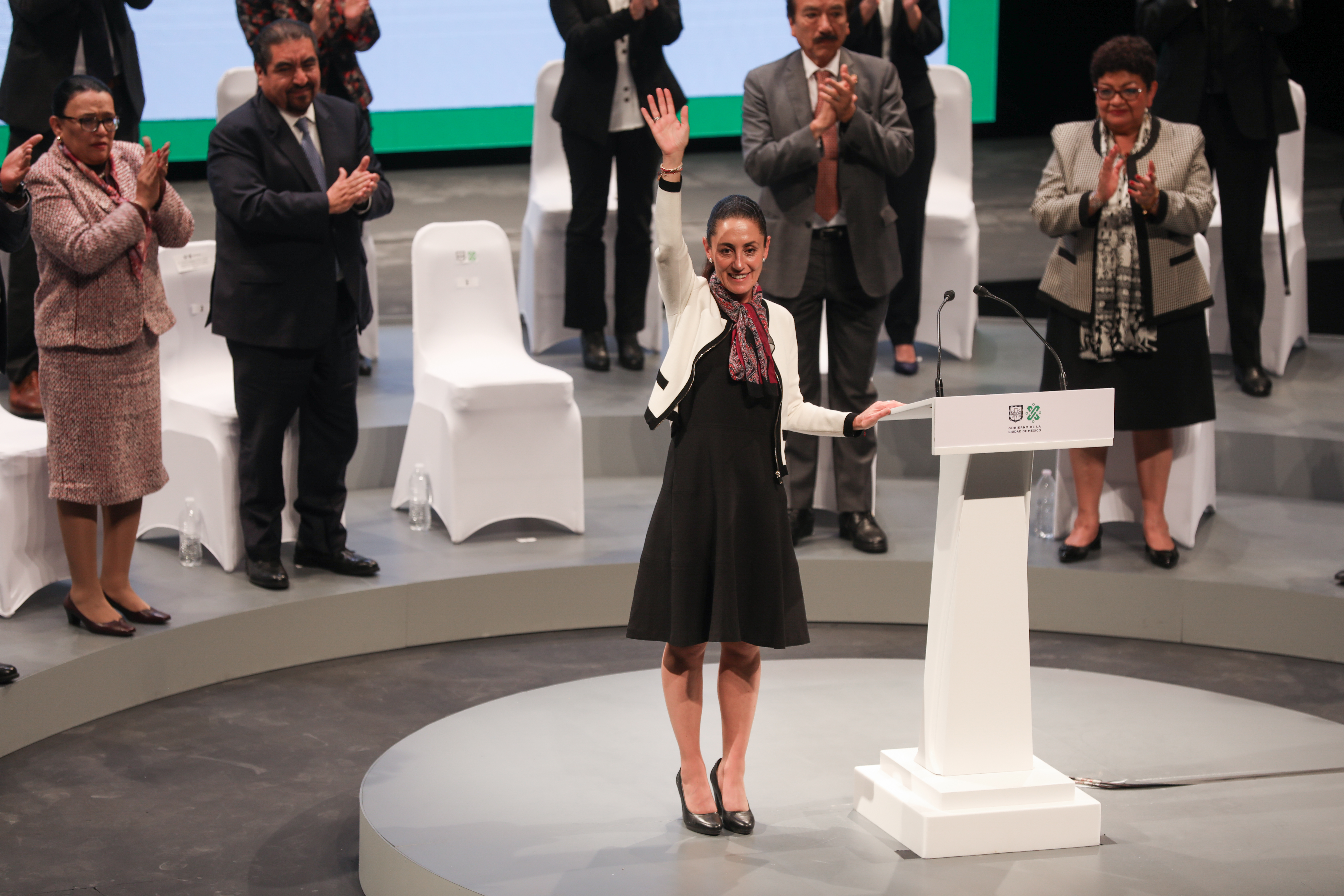
Depois de assumir o cargo de chefe de governo, Claudia Sheinbaum foi ao Teatro da Cidade do México apresentar seu gabinete.

### Posse
Em junho de 2019, Sheinbaum anunciou um novo plano ambiental de seis anos. Inclui reduzir a poluição do ar em 30%, plantar 15 milhões de árvores, banir os plásticos descartáveis e promover a reciclagem, construir uma nova estação de separação de resíduos, fornecer serviço de água a todas as casas, construir 100 quilômetros de corredores para uso exclusivo de linhas de trólebus e o sistema Metrobús da Cidade do México e a construção e instalação de aquecedores solares de água e painéis solares.
Seu governo foi caracterizado por questões ecológicas e uma forte política social, criando infraestrutura (transporte para abrir os subúrbios, universidades, etc.) e distribuindo ajuda social nos bairros mais pobres. Em termos de segurança, a taxa de homicídios foi reduzida quase pela metade durante seu mandato.
Em setembro de 2019, Sheinbaum anunciou um investimento de 40 bilhões de pesos (US $ 2 bilhões) para modernizar o metrô da Cidade do México nos próximos cinco anos, incluindo modernização, reforço, novos trens, melhoria de estações, escadas, controle e automação de trens, informações do usuário e sistemas de pagamento.
Sheinbaum foi indicada pela City Mayors Foundation para o prêmio World Mayor em 2021 na América do Norte por lidar com a pandemia de COVID-19 no México.

### Desastre da linha 12 do metrô em 2021
Em 3 de maio de 2021, um trem viajava na Linha 12 do Metrô da Cidade do México, quando uma viga que sustentava o viaduto no qual o trem viajava desabou, matando 26 e ferindo mais de 70. Alguns críticos disseram que Sheinbaum e outros líderes deveriam ter trabalhado mais para melhorar a infraestrutura do Metrô. Alguns observadores políticos sugeriram que as consequências políticas do acidente iriam prejudicar a candidatura de Sheinbaum nas eleições presidenciais de 2024, mas ela foi eleita com uma ampla maioria.

## Campanha presidencial de 2024

### Nomeação

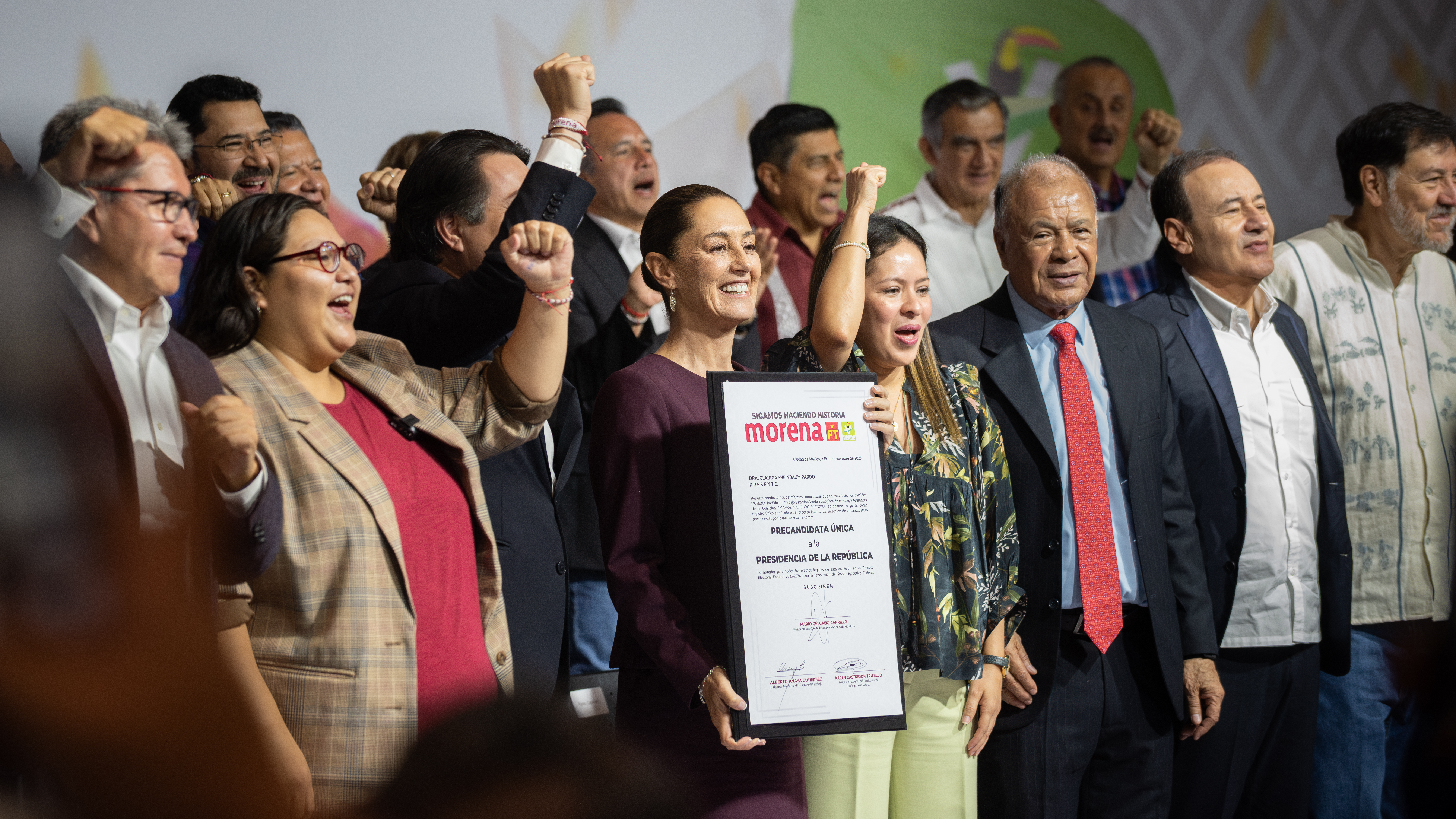
Sheinbaum recebendo um certificado confirmando-a como a precandidata presidencial de Sigamos Fazendo História em 19 de novembro de 2023

Em 12 de junho de 2023, Sheinbaum anunciou que renunciaria ao cargo de chefe do governo da Cidade do México em 16 de junho para concorrer no processo interno de seleção que escolheria uma candidata presidencial De fato para a coalizão Juntos Fazemos História, composta pela Morena, pelo Partido do Trabalho e pelo Partido Verde Ecologista do México. Surgiram especulações sobre sua nacionalidade após o ex-presidente Vicente Fox referir-se a ela como uma “judaica búlgara”. Em resposta, Sheinbaum divulgou sua certidão de nascimento, comprovando que nasceu na Cidade do México.
O processo interno da coalizão consistiu em cinco pesquisas realizadas de 28 de agosto a 4 de setembro. Em 6 de setembro, Sheinbaum foi declarada vencedora, obtendo 39,38% dos votos e derrotando sua adversária mais próxima, a ex-secretária de Relações Exteriores Marcelo Ebrard, por cerca de 13 pontos. Em 19 de novembro de 2023, Sheinbaum registrou-se como a única pré-candidata de Sigamos Fazendo História, coalizão sucessora de Juntos Fazemos História. Sheinbaum registrou formalmente sua candidatura no Instituto Nacional Eleitoral (INE) em 18 de fevereiro de 2024.

### Eleição geral

Sheinbaum no início de sua campanha no Zócalo da Cidade do México em 1º de março de 2024

Em 1º de março de 2024, Sheinbaum lançou sua campanha no Zócalo, apresentando suas propostas e enfatizando seu compromisso em dar continuidade às políticas da López Obrador da Quarta Transformação. Ela se comprometeu a aprovar o "Plano C", um pacote de dezoito emendas constitucionais propostas por López Obrador no início daquele ano, que incluem o aumento do salário mínimo acima da inflação, a elevação dos programas sociais à condição de lei constitucional e a eleição de membros do judiciário por voto popular. Ela também propôs replicar sua estratégia de segurança da Cidade do México em âmbito nacional, introduzir uma emenda constitucional para impedir a reeleição em qualquer cargo eletivo popular e implementar novos programas sociais para estudantes desde a Educação Infantil até o Ensino Médio e para mulheres com idades entre 60 e 64 anos.
Durante os debates e a campanha, Sheinbaum foi acusada por Xóchitl Gálvez, candidata da coalizão de oposição Força e Coração pelo México, de ser responsável pelo colapso do Colegio Rébsamen durante o terremoto de Puebla de 2017, pelo desabamento do viaduto do Metrô da Cidade do México e pelo excesso de mortes durante a pandemia de COVID-19 na Cidade do México.

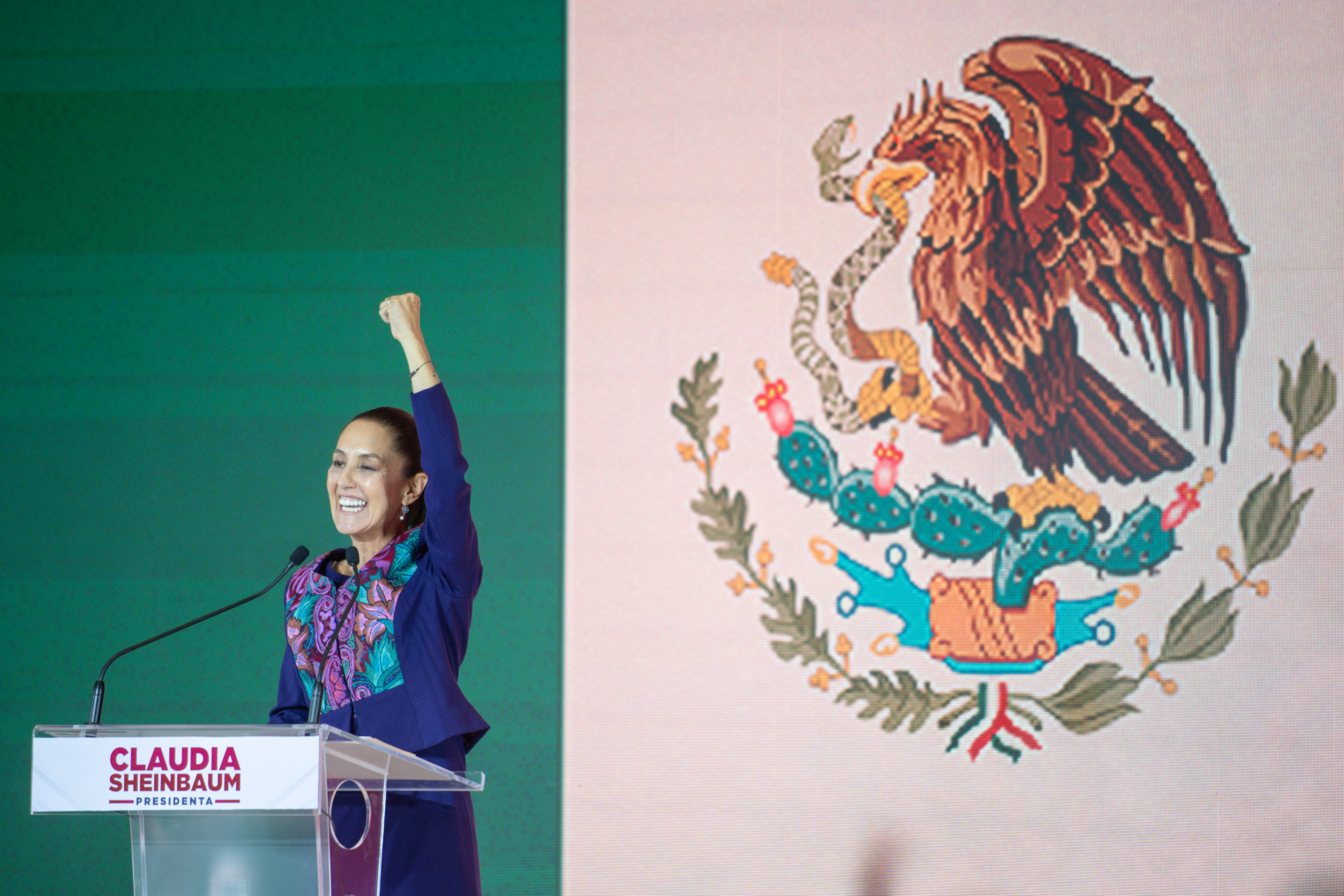
Sheinbaum durante seu discurso de vitória em 2 de junho de 2024

Pesquisas indicavam consistentemente que Sheinbaum tinha uma vantagem substancial sobre sua principal adversária, Xóchitl Gálvez. Durante os três debates presidenciais, muitos comentaristas elogiaram sua postura calma diante das provocações de Gálvez.
A eleição ocorreu em 2 de junho de 2024, com Sheinbaum sendo projetada como vencedora pela apuração rápida do INE às 11:50 CST, tornando-se a presidente-eleita virtual. Em 6 de junho, os resultados dos distritos confirmaram que Sheinbaum obteve uma vitória esmagadora. Ela recebeu o maior número de votos já registrado para uma candidata na história do México, conquistou 31 dos 32 estados e alcançou a maior porcentagem de votos desde o início das eleições livres e justas no país.

### Transição presidencial

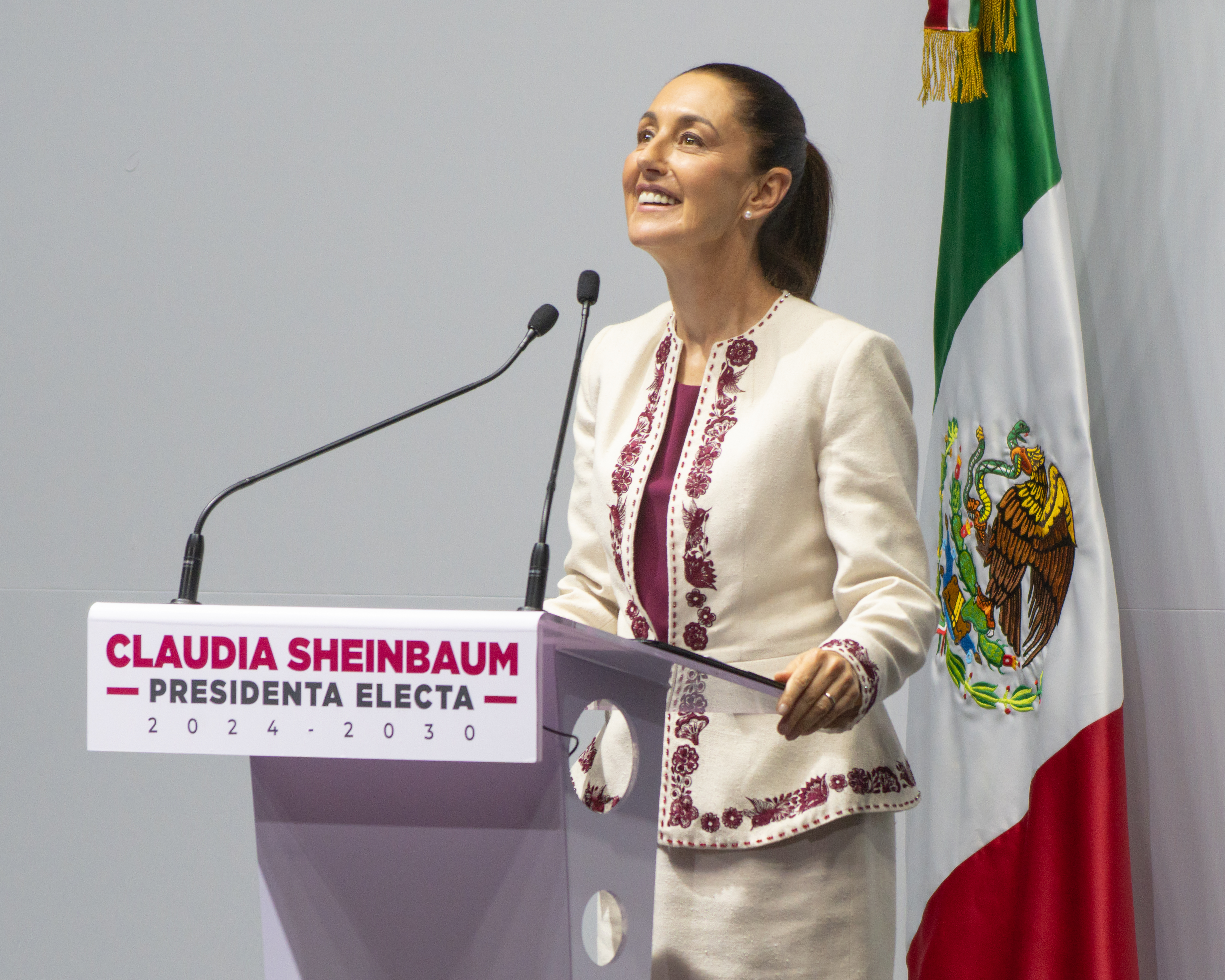
Sheinbaum durante um evento para celebrar sua declaração como presidente-eleita do México em 15 de agosto de 2024

Após sua vitória, Sheinbaum reuniu-se com o presidente López Obrador para delinear a transição presidencial e sua agenda legislativa para os primeiros meses de seu governo. Ela detalhou que suas prioridades incluíam novos programas sociais para estudantes do ensino fundamental e mulheres com idades entre 60 e 64 anos, modificações no sistema de pensões para funcionários públicos e a proibição de reeleição para qualquer cargo eletivo popular. Enquanto Sheinbaum manifestava apoio à reforma judicial de López Obrador, ela concordou em abrir nove fóruns de discussão para abordar seus aspectos mais controversos.
Sheinbaum divulgou suas nomeações para o gabinete em fases, começando com os primeiros anúncios em 20 de junho. No início de agosto, ela reuniu-se com governadores e governadores eleitos para delinear projetos-chave para seu orçamento de 2025. Sheinbaum também se comprometeu a dar continuidade às coletivas de imprensa matinais de López Obrador, conhecidas como mañaneras, às 7:00 AM CST.
Após a posse da LXVI Legislatura do Congresso Mexicano em 1º de setembro, várias das promessas de campanha de Sheinbaum, oriundas do "Plano C" de López Obrador, foram aprovadas total ou parcialmente pela Câmara dos Deputados (México). A reforma judicial e a transferência da Guarda Nacional para a Secretaria de Defesa Nacional foram aprovadas por ambas as casas, enquanto o aumento do salário mínimo acima da inflação e a elevação de certos programas sociais a status constitucional foram aprovados exclusivamente pela Câmara dos Deputados (México)

## Presidência (2024–presente)

### Posse

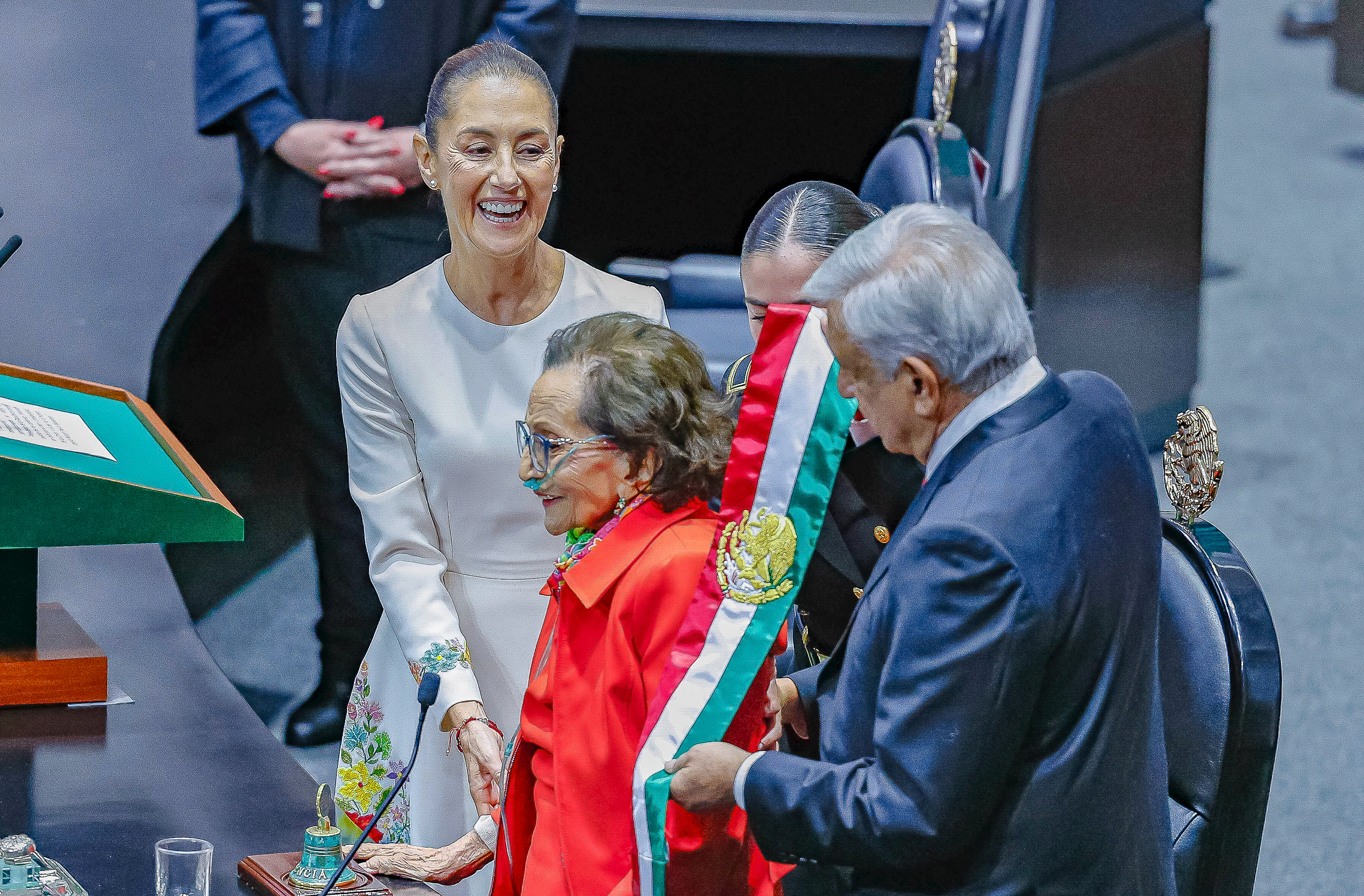
Andrés Manuel López Obrador entrega a faixa presidencial para Ifigenia Martínez, que a apresenta a Sheinbaum durante sua posse em 1º de outubro de 2024.

Sheinbaum foi empossada como presidente em 1º de outubro de 2024, tornando-se a primeira mulher, bem como a primeira pessoa de origem predominantemente judaica, a ocupar o cargo. A faixa presidencial foi entregue a ela por Ifigenia Martínez, presidente do Congresso da União e figura proeminente da esquerda mexicana. Em seu discurso ao Congresso, Sheinbaum agradeceu a Andrés Manuel López Obrador (seu antecessor), destacou sua eleição histórica como a primeira mulher na presidência, comprometeu-se com políticas fiscais responsáveis e tranquilizou os investidores estrangeiros.
Sua posse contou com a presença de 105 representantes de diversos países, incluindo 16 chefes de Estado e 23 delegados de organizações internacionais. Entre os presentes notáveis, destacaram-se o presidente brasileiro Lula da Silva, o presidente chileno Gabriel Boric, o presidente colombiano Gustavo Petro, o ex-presidente alemão Christian Wulff e a primeira-dama dos EUA Jill Biden. O rei Felipe VI da Espanha, de forma controversa, não foi convidado, com Sheinbaum citando sua falha em responder à carta de 2019 de López Obrador que pedia desculpas pelos abusos cometidos durante a Conquista Espanhola do Império Asteca. Isso levou a um boicote pelo governo espanhol.

### Política interna

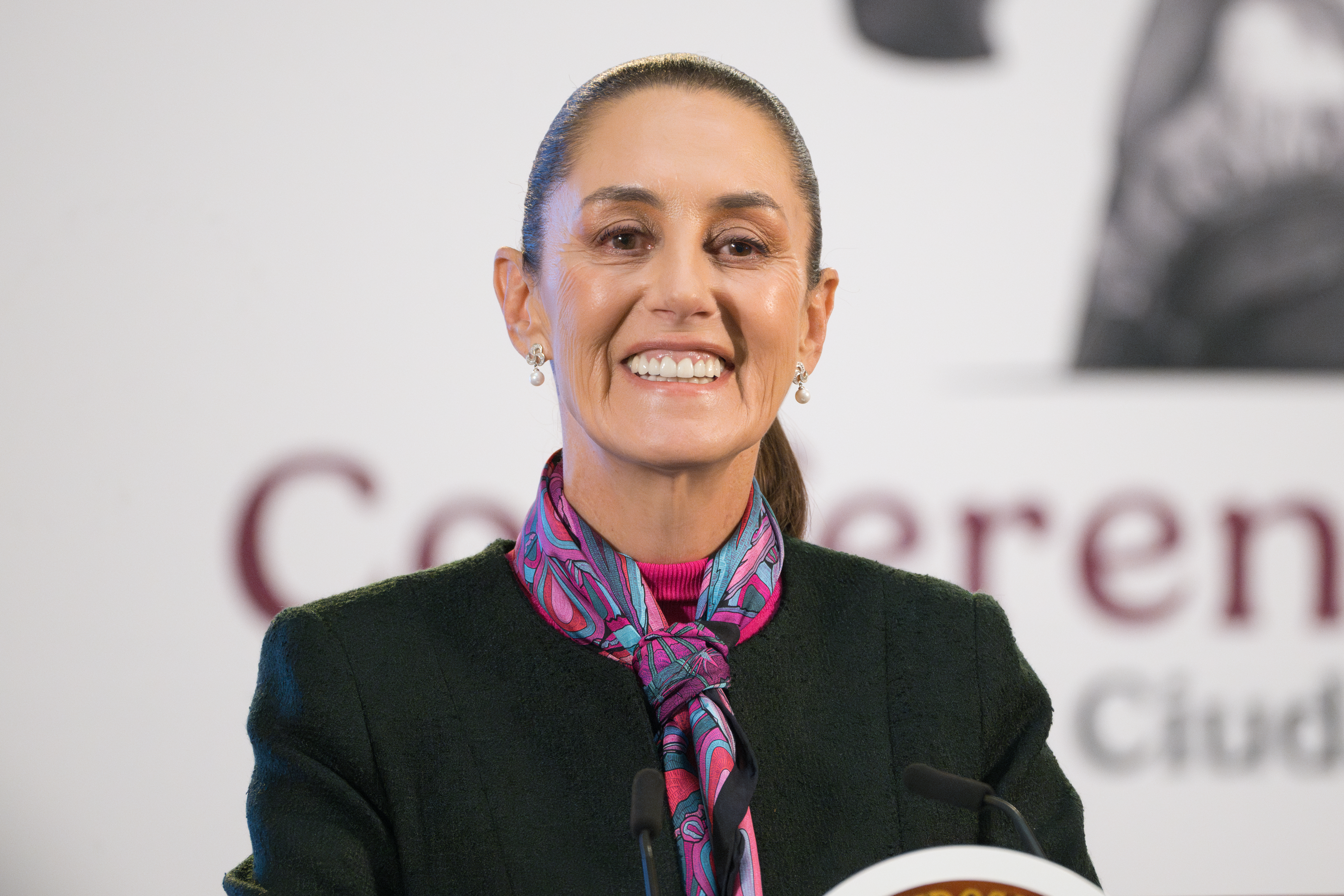
Sheinbaum durante uma coletiva de imprensa matinal em 11 de outubro de 2024

Sheinbaum continuou a prática de seu antecessor de realizar as mañaneras, coletivas de imprensa regulares pela manhã.
Em 2 de outubro de 2024, no aniversário do Massacre de Tlatelolco, Sheinbaum emitiu um decreto reconhecendo a responsabilidade do Estado pelos assassinatos. O decreto incluiu um pedido de desculpas público, que foi apresentado pela secretária do Interior Rosa Icela Rodríguez.

#### Criminalidade e a guerra contra as drogas
Sheinbaum anunciou uma estratégia orientada por dados para combater o crime, com foco na melhoria da atuação policial, na inteligência e no enfrentamento das causas raízes, por meio do aumento dos gastos sociais, espelhando sua abordagem como chefe do governo da Cidade do México. Ela nomeou Omar García Harfuch para chefiar a Secretaria de Segurança e Proteção Civil (SSCP), cargo que ele já ocupava em seu gabinete na Cidade do México, onde foi creditado por reduzir pela metade a taxa de homicídios da cidade. Em 31 de dezembro de 2024, ela publicou um projeto de lei que ampliava os poderes da SSCP, possibilitando uma maior colaboração com a Procuradoria Geral da República e aprimorando a coleta de informações em todos os níveis de governo.
Durante suas primeiras semanas no cargo, a administração de Sheinbaum adotou uma abordagem mais enérgica em relação ao crime organizado, marcando uma ruptura com a estratégia de "Abrazos, no balazos" de Andrés Manuel López Obrador. Os confrontos entre as forças governamentais e o crime organizado aumentaram, resultando na captura de figuras de alto escalão dos cartéis, mas ocasionalmente ocasionando baixas civis acidentais. Sheinbaum defendeu as operações com disparidades nas baixas, como um tiroteio em que os militares permaneceram ilesos enquanto 19 membros de cartéis foram mortos, alegando atos de legítima defesa. Em seus primeiros 100 dias no cargo, o governo relatou a prisão de 7720 indivíduos, a apreensão de 66 toneladas de drogas e o desmantelamento de 115 laboratórios de metanfetamina.
Em resposta às disputas internas no Cartel de Sinaloa, Sheinbaum despachou uma força-tarefa composta por soldados do Exército Mexicano, membros da Guarda Nacional e agentes do Centro Nacional de Inteligência para enfrentar a violência. Ela também lançou um programa nacional de recompra de armas chamado "Sí al Desarme, Sí a la Paz" (lit.  "Sim ao Desarmamento, Sim à Paz"), similar à sua abordagem na Cidade do México.

#### Energia
Em 30 de outubro de 2024, Sheinbaum publicou uma emenda constitucional que restabeleceu a Comissão Federal de Eletricidade (CFE) e a Pemex como entidades públicas, revertendo efetivamente grande parte da reforma energética de 2013. A emenda determina que a CFE mantenha uma participação de 54% na geração de eletricidade, com os 46% restantes sendo gerenciados por empresas privadas sob condições reguladas para priorizar as necessidades públicas em detrimento do lucro.

#### Reforma governamental
Em meio à divulgação de um parecer preliminar da Suprema Corte de Justiça da Nación, propondo anular parcialmente o projeto de lei da reforma judicial aprovado por Andrés Manuel López Obrador em suas últimas semanas como presidente, Sheinbaum afirmou que o poder judiciário não detinha autoridade sobre emendas constitucionais. Em resposta, em 31 de outubro de 2024, ela publicou um projeto de lei consagrando a supremacia constitucional, limitando os desafios jurídicos às emendas constitucionais estritamente a fundamentos processuais.
Em 20 de dezembro de 2024, Sheinbaum assinou um projeto de lei que dissolveu órgãos autônomos responsáveis pela supervisão das telecomunicações, da concorrência econômica e da transparência, como parte de um esforço para simplificar as funções do governo. Isso seguiu um projeto de lei anterior que ela assinou, o qual reestruturou várias posições do gabinete para absorver as responsabilidades dessas entidades. Entre essas mudanças, a Secretaria de Serviço Civil foi transformada na Secretaria de Combate à Corrupção e Boa Governança, assumindo as funções e autoridade do Instituto Nacional de Transparência, Acesso à Informação e Proteção de Dados Pessoais (INAI). Também foram adicionadas três novas posições no gabinete: a Secretaria da Mulher (substituindo o Instituto Nacional de las Mujeres (México)) , a Secretaria de Ciência, Humanidades, Tecnologia e Inovação (substituindo o CONAHCYT) e a Agência de Transformação Digital e Telecomunicações.

#### Infraestrutura e trens de passageiros
Sheinbaum comprometeu-se a expandir ainda mais a rede ferroviária de passageiros do México, publicando uma emenda constitucional que restaurou a autoridade do Estado mexicano para utilizar linhas ferroviárias para serviços de transporte de passageiros. No final de 2024, ela inaugurou as seções finais do Tren Maya e anunciou planos para integrar serviços de carga às operações do trem, ao mesmo tempo que estenderia a rede em direção a Progreso, Yucatán. Ela também delineou sua meta de construir aproximadamente 3000 quilômetros de ferrovia, compreendendo às linhas México–Pachuca, México–Nuevo Laredo e México–Nogales, a serem concluídas em quatro fases.
Em 2024, Sheinbaum anunciou um investimento de MX$33 bilhões para modernizar seis portos em todo o México: Ensenada, Baja California; Manzanillo, Colima; Lázaro Cárdenas, Michoacán; Acapulco, Guerrero; Veracruz, Veracruz; e Progreso, Yucatán.
Sheinbaum continuou a prática de seu antecessor de empregar o Corpo de Engenheiros Militares da SEDENA para construir projetos de infraestrutura governamental.

#### Bem-estar
Durante os primeiros meses de seu mandato, Sheinbaum introduziu a Pensão de Bem-Estar para Mulheres (Pensión Mujeres Bienestar), oferecendo assistência financeira bimestral a mulheres idosas com idades entre 60 e 64 anos, e lançou o programa Saúde Casa a Casa (Salud Casa a Casa), que oferece atendimento médico a idosos e pessoas com deficiência. Ela também renomeou a Bolsa Benito Juárez (Beca Benito Juárez) para a Bolsa Universal Rita Cetina Gutiérrez (Beca Universal Rita Cetina Gutiérrez), ampliando-a para fornecer auxílio financeiro bimestral a todas as famílias com crianças matriculadas no sistema educacional público básico. Em 2 de dezembro de 2024, Sheinbaum elevou vários programas sociais à condição de lei constitucional.
Em 22 de outubro de 2024, Sheinbaum anunciou a fusão da SEGALMEX e da DICONSA na Alimentación para el Bienestar para apoiar pequenos produtores locais, oferecer produtos de qualidade a preços acessíveis e contribuir para a autossuficiência alimentar. Com a fusão, as mais de 24.500 lojas da DICONSA, presentes em 90% dos municípios do país, serão reorganizadas, reabilitadas e renomeadas para Lojas do Bem-Estar para Gerar Felicidade.

### Política externa

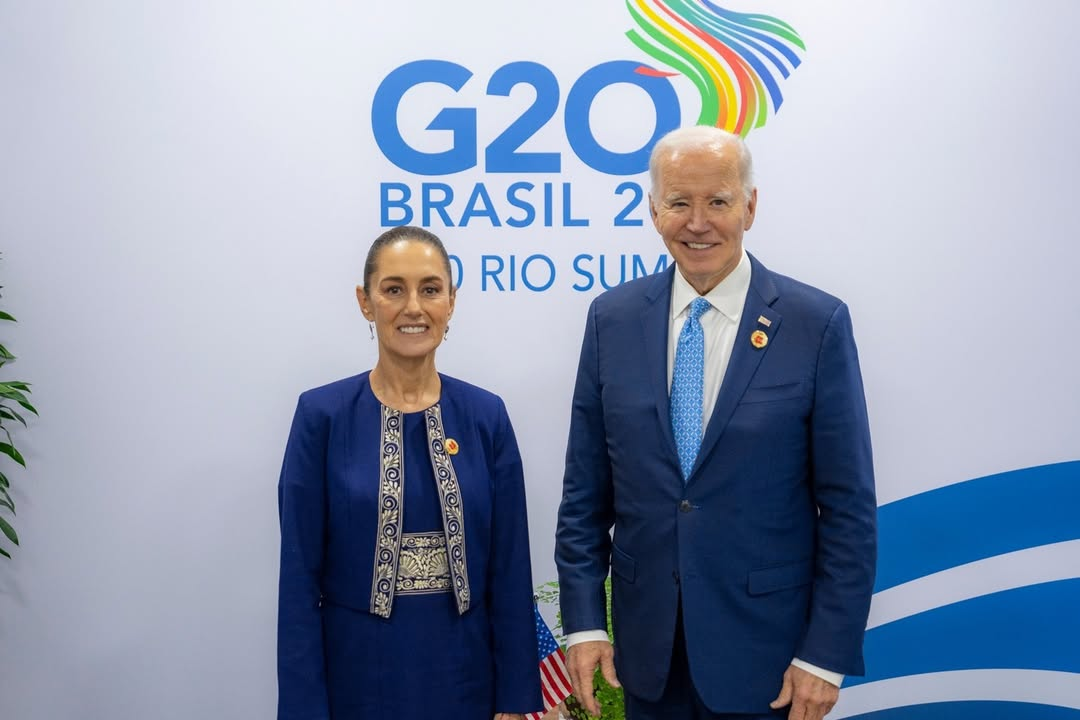
Sheinbaum e o presidente dos EUA Joe Biden em novembro de 2024

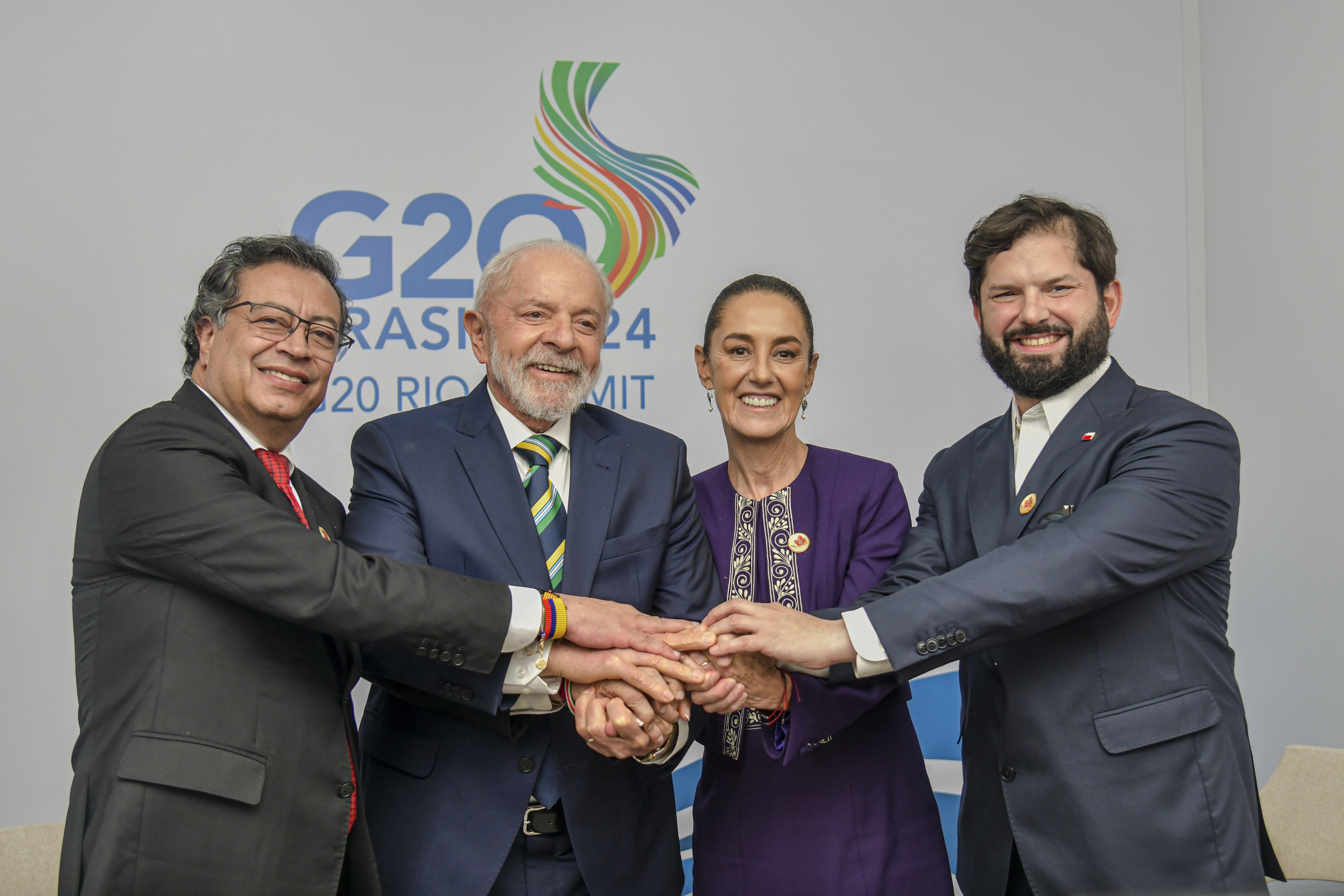
Sheinbaum com o presidente colombiano Gustavo Petro, o presidente brasileiro Luiz Inácio Lula da Silva e o presidente chileno Gabriel Boric em novembro de 2024

Em novembro de 2024, Sheinbaum realizou sua primeira viagem ao exterior como presidente para participar da cúpula do G20. Na cúpula, ela propôs alocar 1% dos gastos militares globais para esforços de reflorestamento e defendeu a expansão do Conselho de Segurança das Nações Unidas para incluir assentos para a África, América Latina, Caribe e pequenas nações insulares. Sheinbaum também realizou reuniões bilaterais com o presidente dos EUA Joe Biden, o primeiro-ministro canadense Justin Trudeau, o presidente chinês Xi Jinping, o presidente francês Emmanuel Macron e os líderes dos estados membros do MIKTA.

#### Conflito Israel-Palestina
Em 12 de outubro de 2024, Sheinbaum expressou apoio à Solução de dois Estados no conflito Israel-Palestina em curso, enfatizando que o reconhecimento tanto de Israel quanto de Palestina era necessário para alcançar a paz no Oriente Médio. Ela também condenou o ataque de 7 de outubro liderado por el Hamas a Israel, a violência subsequente contra Gaza e outros atos de agressão na região.

#### Estados Unidos
Em outubro de 2024, as relações diplomáticas com o embaixador dos EUA no México, Ken Salazar, foram retomadas, as quais haviam sido suspensas devido às críticas dos EUA às reformas judiciais do México. Sheinbaum delineou novos protocolos diplomáticos, exigindo que Salazar se comunicasse por intermédio da Secretaria de Relações Exteriores para dialogar com o governo federal, observando que anteriormente o embaixador falava diretamente com membros do gabinete mexicano.
Em 6 de novembro de 2024, Sheinbaum parabenizou Donald Trump por sua vitória na eleição presidencial dos Estados Unidos de 2024. Após as ameaças de Trump de impor uma tarifa de 25% sobre as importações mexicanas, ela lhe enviou uma carta advertindo que "uma tarifa seguirá outra em resposta e assim por diante, até que coloquemos nossos negócios em comum em risco." Ela também reiterou preocupações sobre o fluxo de armas de fogo dos Estados Unidos para grupos criminosos no México, citando um relatório do Departamento de Justiça dos EUA que constatou que 74% das armas utilizadas pelos cartéis se originaram nos Estados Unidos. Em 1º de fevereiro de 2025, após a ordem executiva de Trump que implementava as tarifas, Sheinbaum ameaçou retaliação tanto tarifária quanto não tarifária. Dois dias depois, os dois líderes chegaram a um acordo para suspender as tarifas por um mês, com Sheinbaum comprometendo-se a enviar 10.000 tropas da Guarda Nacional para a fronteira e Trump prometendo tomar medidas contra o tráfico de armas para o México. Sheinbaum foi elogiada por sua estratégia e sucesso em lidar com Trump, onde outros enfrentaram dificuldades.

## Visões Políticas

### Questões sociais
Sheinbaum se autodenomina feminista, alinhando suas crenças e ações com os princípios da igualdade de gênero e dos direitos das mulheres. Ela defende a legalização do aborto, alinhando sua posição com movimentos mais amplos que visam promover os direitos reprodutivos e a autonomia das mulheres. Durante sua gestão na Cidade do México, Sheinbaum implementou uma política de uniformes escolares neutra em termos de gênero nas escolas estaduais e defendeu os direitos LGBT. Em 2022, ela se tornou a primeira chefe de governo da Cidade do México a participar da parada do orgulho LGBT da cidade. Ela também tem sido uma crítica contundente da família real espanhola e de seus vínculos com o colonialismo espanhol no México; pediu formalmente desculpas e reparações do Felipe VI e não o convidou para sua posse.

### Economia
Sheinbaum criticou as políticas econômicas neoliberais dos presidentes anteriores do México, argumentando que elas contribuíram para a desigualdade no país. Ela prometeu expandir os programas de bem-estar social durante sua presidência e pretende dar continuidade a programas iniciados por López Obrador, como a pensão universal.

### Meio Ambiente
Sheinbaum tem formação em políticas ambientais, tendo atuado como Ministra do Meio Ambiente da Cidade do México e trabalhado no Painel Intergovernamental sobre Mudanças Climáticas (IPCC), o qual viria a conquistar o Prêmio Nobel da Paz. Durante seu mandato como Ministra do Meio Ambiente, ela registrou uma redução significativa na poluição do ar e criou reservas ecológicas comunitárias. Ela manifestou apoio tanto à energia limpa quanto ao petróleo, elogiando a Pemex (a empresa estatal de petróleo do país).

## Vida pessoal
Em 1986, Sheinbaum conheceu Carlos Ímaz Gispert, que posteriormente se tornou uma figura política de destaque no PRD durante seu período na Stanford University. Eles se casaram em 1987 e se divorciaram em 2016. Eles têm uma filha, Mariana Ímaz Sheinbaum, nascida em 1988. Por meio do casamento, Sheinbaum tornou-se madrasta do filho de Ímaz de um casamento anterior, Rodrigo Ímaz,  que ela criou.
Em 2016, ela começou a namorar Jesús María Tarriba Unger, um analista de risco financeiro do Banco do México, a quem conhecia desde os tempos de universidade. Em novembro de 2023, Sheinbaum anunciou seu casamento com Tarriba por meio das redes sociais. Os dois se casaram em uma pequena cerimônia civil.